# How Big, How Blue, How Beautiful
Albums de Florence and the Machine
Ceremonials
(28 octobre 2011) High as Hope
(29 juin 2018)
How Big, How Blue, How Beautiful est le troisième album enregistré par le groupe de rock indépendant anglais Florence and the Machine sorti le 1er juin 2015 en France.

## Titres
| Édition standard | Édition standard                 | Édition standard | Édition standard | Édition standard | Édition standard | Édition standard | Édition standard | Édition standard | Édition standard |
| No               | Titre                            | Durée            |                  |                  |                  |                  |                  |                  |                  |
| ---------------- | -------------------------------- | ---------------- | ---------------- | ---------------- | ---------------- | ---------------- | ---------------- | ---------------- | ---------------- |
| 1.               | Ship to Wreck                    | 3:54             |                  |                  |                  |                  |                  |                  |                  |
| 2.               | What Kind of Man                 | 3:36             |                  |                  |                  |                  |                  |                  |                  |
| 3.               | How Big, How Blue, How Beautiful | 5:34             |                  |                  |                  |                  |                  |                  |                  |
| 4.               | Queen of Peace                   | 5:07             |                  |                  |                  |                  |                  |                  |                  |
| 5.               | Various Storms & Saints          | 4:09             |                  |                  |                  |                  |                  |                  |                  |
| 6.               | Delilah                          | 4:53             |                  |                  |                  |                  |                  |                  |                  |
| 7.               | Long & Lost                      | 3:15             |                  |                  |                  |                  |                  |                  |                  |
| 8.               | Caught                           | 4:24             |                  |                  |                  |                  |                  |                  |                  |
| 9.               | Third Eye                        | 4:20             |                  |                  |                  |                  |                  |                  |                  |
| 10.              | St Jude                          | 3:45             |                  |                  |                  |                  |                  |                  |                  |
| 11.              | Mother                           | 5:49             |                  |                  |                  |                  |                  |                  |                  |
| 48:49            |                                  |                  |                  |                  |                  |                  |                  |                  |                  |

| Édition deluxe | Édition deluxe                                        | Édition deluxe | Édition deluxe | Édition deluxe | Édition deluxe | Édition deluxe | Édition deluxe | Édition deluxe | Édition deluxe |
| No             | Titre                                                 | Durée          |                |                |                |                |                |                |                |
| -------------- | ----------------------------------------------------- | -------------- | -------------- | -------------- | -------------- | -------------- | -------------- | -------------- | -------------- |
| 12.            | Hiding                                                | 3:52           |                |                |                |                |                |                |                |
| 13.            | Make Up Your Mind                                     | 4:01           |                |                |                |                |                |                |                |
| 14.            | Which Witch                                           | 4:19           |                |                |                |                |                |                |                |
| 15.            | Third Eye - Demo / Bonus Track                        | 4:15           |                |                |                |                |                |                |                |
| 16.            | How Big, How Blue, How Beautiful - Demo / Bonus Track | 4:32           |                |                |                |                |                |                |                |
| 69:38          |                                                       |                |                |                |                |                |                |                |                |